# Consonne glottale
En phonétique articulatoire, une consonne glottale (ou juste une glottale), parfois aussi nommée laryngale, désigne une consonne dont le lieu d'articulation est situé au niveau de la glotte.
Pour effectuer une consonne glottale, les deux cordes vocales dans le larynx se rapprochent l'une de l'autre afin de modifier le flux d'air expulsé.
Le français ne comporte pas de glottale en tant que phonème.

## Glottales de l'API
L'alphabet phonétique international recense les glottales suivantes :
- occlusive
  - ʔ, occlusive glottale, dite coup de glotte
    - allemand : Anne [ʔanə] (Anne)
    - arabe : شَيْء [ʃajʔ] (chose)
    - maltais : triq [triʔ] (route)
- affriquée
  - ʔ͡h, affriquée glottale sourde
- fricatives
  - h, fricative glottale sourde, dite h aspiré
    - allemand : Hals [hals] (gorge)
    - anglais : horse [hɔːɹs] (cheval)

  - ɦ, fricative glottale sonore
    - néerlandais : haag ['ɦax] (haie)
    - tchèque : Praha [praɦa] (Prague)